# Tear down this wall
Tear down this wall er et meget berømt citat, sagt af daværende amerikanske præsident Ronald Reagan i en tale ved Berlinmuren 12. juni 1987. Det var en direkte opfordring til Mikhail Gorbatjov (Sovjetunionens leder), om at rive Berlinmuren ned, og dermed sikre større frihed i Sovjetblokken, der lå bag jerntæppet.